# Catedral de María Auxiliadora (Marahui)
La Catedral de María Auxiliadora o simplemente Catedral de Santa María (en inglés: Cathedral of Maria Auxiliadora o St. Mary's Cathedral) fue una iglesia católica que ahora está en ruinas de la ciudad filipina de Marawi, en Lanao del Sur, en la región autónoma del Mindanao Musulmán en la parte meridional del país asiático de Filipinas. Pertenece a la prelatura territorial de Marahui.
El edificio de la iglesia fue construido en 1934. En marzo de 2008, la iglesia tenía un techo corrugado de hierro y su exterior no mostraba una cruz. Durante la Batalla de Marawi en 2017, los militantes del grupo radical islámico de Maute tomaron la iglesia para detonar artefactos religiosos y quemaron el edificio.
El último responsable de la catedral fue el obispo Edwin A. de la Peña.